# GOT2
GOT2 (англ. Glutamic-oxaloacetic transaminase 2) – білок, який кодується однойменним геном, розташованим у людей на короткому плечі 16-ї хромосоми.  Довжина поліпептидного ланцюга білка становить 430 амінокислот, а молекулярна маса — 47 518.
| 10         |  | 20         |  | 30         |  | 40         |  | 50         |
| ---------- |  | ---------- |  | ---------- |  | ---------- |  | ---------- |
| MALLHSGRVL |  | PGIAAAFHPG |  | LAAAASARAS |  | SWWTHVEMGP |  | PDPILGVTEA |
| FKRDTNSKKM |  | NLGVGAYRDD |  | NGKPYVLPSV |  | RKAEAQIAAK |  | NLDKEYLPIG |
| GLAEFCKASA |  | ELALGENSEV |  | LKSGRFVTVQ |  | TISGTGALRI |  | GASFLQRFFK |
| FSRDVFLPKP |  | TWGNHTPIFR |  | DAGMQLQGYR |  | YYDPKTCGFD |  | FTGAVEDISK |
| IPEQSVLLLH |  | ACAHNPTGVD |  | PRPEQWKEIA |  | TVVKKRNLFA |  | FFDMAYQGFA |
| SGDGDKDAWA |  | VRHFIEQGIN |  | VCLCQSYAKN |  | MGLYGERVGA |  | FTMVCKDADE |
| AKRVESQLKI |  | LIRPMYSNPP |  | LNGARIAAAI |  | LNTPDLRKQW |  | LQEVKVMADR |
| IIGMRTQLVS |  | NLKKEGSTHN |  | WQHITDQIGM |  | FCFTGLKPEQ |  | VERLIKEFSI |
| YMTKDGRISV |  | AGVTSSNVGY |  | LAHAIHQVTK |  |            |  |            |

A: Аланін

C: Цистеїн

D: Аспарагінова кислота

E: Глутамінова кислота

F: Фенілаланін

G: Гліцин

H: Гістидин

I: Ізолейцин

K: Лізин

L: Лейцин

M: Метіонін

N: Аспарагін

P: Пролін

Q: Глутамін

R: Аргінін

S: Серин

T: Треонін

V: Валін

W: Триптофан

Кодований геном білок за функціями належить до трансфераз, амінотрансфераз. 
Задіяний у таких біологічних процесах як транспорт, транспорт ліпідів. 
Білок має сайт для зв'язування з піридоксаль-фосфатом. 
Локалізований у клітинній мембрані, мембрані, мітохондрії.